# Kenny Dennard
Kenneth Stephen Dennard, detto Kenny (King, 18 ottobre 1958), è un ex cestista statunitense, professionista nella NBA e in Italia.

## Carriera
Venne selezionato dai Kansas City Kings al quarto giro del Draft NBA 1981 (78ª scelta assoluta).

## Palmarès
- All-CBA First Team (1982)